# Neonauclea colla
Neonauclea colla är en måreväxtart som beskrevs av Colin Ernest Ridsdale. Neonauclea colla ingår i släktet Neonauclea och familjen måreväxter. Inga underarter finns listade i Catalogue of Life.